# Kristof Aelbrecht
Kristof Aelbrecht (Leuven, 5 februari 1981) is een Belgisch voetbalcoach en voormalig profvoetballer die als aanvaller speelde voor achtereenvolgens Vitesse, Helmond Sport, MVV en FC Eindhoven.

## Clubstatistieken
| Seizoen | Club          | Competitie     | Duels | Goals |
| ------- | ------------- | -------------- | ----- | ----- |
| 1999/00 | Vitesse       | Eredivisie     | 2     | 0     |
| 2000/01 | Vitesse       | Eredivisie     | 0     | 0     |
| 2001/02 | Vitesse       | Eredivisie     | 0     | 0     |
| 2002/03 | Helmond Sport | Eerste divisie | 33    | 9     |
| 2003/04 | Helmond Sport | Eerste divisie | 34    | 6     |
| 2004/05 | MVV           | Eerste divisie | 19    | 2     |
| 2005/06 | MVV           | Eerste divisie | 18    | 0     |
| 2006/07 | FC Eindhoven  | Eerste divisie | 30    | 6     |

## Trainerscarrière
Aelbrecht was van 2010 tot 2018 in de jeugdopleiding van PSV actief en was van 2018 tot 2020 assistent-trainer bij Fortuna Sittard. In het seizoen 2021/22 was hij coördinator van de jeugdopleiding van PSV.
In juni 2022 werd hij hoofdtrainer van TOP Oss, waar hij zijn landgenoot Bob Peeters opvolgde. Eind december 2022 werd hij ontslagen toen de club op een negentiende plaats in de Eerste divisie stond. Enkele maanden later ging hij aan de slag bij Club Brugge: Aelbrecht ging bij Club NXT, het beloftenelftal van de club in Eerste klasse B, de doorgeschoven Hayk Milkon assisteren.
Aelbrecht begon het seizoen 2023/24 als Talent Coach van Club Brugge. In januari 2024 werd Aelbrecht na het vertrek van Rik De Mil naar KVC Westerlo doorgeschoven naar de functie van assistent van hoofdtrainer Ronny Deila. Toen Deila een paar maanden later zijn ontslag kreeg, werd ook de samenwerking met Aelbrecht stopgezet.
In juni 2024 keerde Aelbrecht terug naar Nederland, waar hij bij Willem II aan de slag ging als assistent van zijn landgenoot Peter Maes. Onder leiding van Maes was Willem II in het seizoen daarvoor gepromoveerd naar de Eredivisie.